# Eduard Einstein
Eduard Einstein   (Zúric, 28 de juliol de 1910 - Clínica universitària psiquiàtrica de Zúric i Zúric, 25 d'octubre de 1965) fou el tercer fill i segon nen del físic Albert Einstein i la seva primera muller Mileva Marić. La família Einstein mudà a Berlín el 1914, però poc després Marić tornà a Zuric, emportant-se Eduard i el seu germà gran Hans Albert Einstein amb ella.

## Biografia i trajectòria professional
Eduard fou un bon estudiant amb talent musical. Va començar a estudiar medicina per a esdevenir un psiquiatre, però a 20 anys fou afectat per l'esquizofrènia i entrà en un centre psiquiàtric dos anys després per primer cop (començant una llista de molts ingressos). S'especula que la causa de l'esquizofrènia fou una sobredosi per droga més el dany provocat per les diverses "solucions" que li van aplicar amb l'objectiu de fer desaparèixer la malaltia. D'acord amb la versió del seu germà Hans Albert, el fet que va arruïnar l'estat mental d'Eduard foren els tractaments d'electroxoc.
Després de l'atac esquizofrènic, Eduard explicà al seu pare que l'odiava. Albert Einstein mai no va veure el seu fill durant la resta de la seva vida. Albert i Eduard, que el seu pare anomenava manyagosament "Tete", es van continuar d'escriure per carta, abans, durant i després de l'aparició del focus esquizofrènic en Eduard. Aquesta comunicació va continuar quan Albert emigrà als Estats Units.
Eduard es va continuar d'interessar en la música i l'art, escriví poesia i fou un gran aficionat de Freud (ho era tant que va penjar un quadre de Freud a la paret del seu dormitori).
La seva mare vetllà per ell fins que ella morí el 1948. Des d'aquell moment Eduard va viure la major part de la resta de la seva vida al centre psiquiàtric Burghölzli a Zuric, on va morir per culpa d'un infart a 55 anys. És enterrat al cementiri Hönggerberg, a Zuric. El seu llinatge es va utilitzar per a fer prendre consciència pública de l'esquizofrènia.